# Wolodymyr Finkelstein
Wolodymyr Solomonowitsch Finkelstein (ukrainisch Володимир Соломонович   Фінкельштейн, russisch Владимир Соломонович Финкельштейн, * 8. Augustjul. / 20. August 1896greg. in Berdytschiw, Russisches Kaiserreich; † 16. September 1937) war ein ukrainischer und sowjetischer Chemiker, der auf dem Gebiet der Elektrochemie arbeitete. 1937 wurde er Opfer des Großen Terrors.

## Leben
Finkelstein wurde in einer jüdischen Lehrerfamilie geboren. Nach einem Studium an der Handelsschule in Berdytschiw ging er nach Sankt Petersburg und begann dort ein Studium am Institut für Technologie. Nach einem Praktikum im Sommer 1916 im Putilowwerk wurde er zum Militärdienst einberufen. Bereits 1917 wurde er aus gesundheitlichen Gründen aus dem Militär entlassen. Im März 1918 ging er zur Fortsetzung seines Studiums an das Polytechnische Institut in Kiew. Sein wissenschaftlicher Lehrer war das spätere korrespondierende Mitglied der Russischen Akademie der Wissenschaften Wladimir Plotnikow. Finkelstein spezialisierte sich auf dem Gebiet der Elektrochemie von nichtwässerigen Lösungen und veröffentlichte wissenschaftliche Aufsätze, die teilweise auf Deutsch in der Zeitschrift für Physikalische Chemie erschienen. Nach seiner Graduierung (Kandidat der Wissenschaft) im Jahr 1920 lehrte er am Polytechnischen Institut.
1929 wechselte er an die Nationale Bergbauuniversität in Dnipropetrowsk, wo er in Lehre und Forschung tätig war. Ab 1930 lehrte er auch an der neu gegründeten Chemisch-Technologischen Universität. Im Mai 1934 wurde er zum Korrespondierenden Mitglied der Ukrainischen Akademie der Wissenschaften gewählt. Im August 1936 erhielt er den russischen Doktorgrad (entspricht der Habilitation).
Im Mai 1937 wurde er unter der Anschuldigung, Mitglied einer trotzkistisch-menschewistischen Organisation zu sein, verhaftet und am 16. September 1937 erschossen. 1957 wurde er rehabilitiert und seine Mitgliedschaft in der Ukrainischen Akademie der Wissenschaften erneuert.

## Schriften (Auswahl)
- Wladimir Finkelstein: Kryoskopische Untersuchungen einiger Lösungen in Brom. In: Zeitschrift für Physikalische Chemie. 105U, Nr. 1, 1923, S. 10–26, doi:10.1515/zpch-1923-10503.
- Wladimir Finkelstein: Zersetzungsspannung einiger nichtwässerigen Lösungen. In: Zeitschrift für Physikalische Chemie. 115U, Nr. 1, 1925, S. 303–329, doi:10.1515/zpch-1925-11523.
- Wladimir Finkelstein: Elektrochemische Untersuchungen über die metallischen Eigenschaften des Jods. In: Zeitschrift für Physikalische Chemie. 124U, Nr. 1, 1926, S. 285–296, doi:10.1515/zpch-1926-12423.